# EchoStar 19
EchoStar 19, также известный как Jupiter 2 — геостационарный спутник связи, принадлежащий американскому спутниковому оператору, компании EchoStar Corporation. Предназначен для предоставления услуг высокоскоростного интернета нового поколения HughesNet Gen4 для Северной Америки, который обеспечивает дочерняя компания EchoStar, интернет-провайдер Hughes Network System.
Спутник построен на базе космической платформы SS/L-1300 американской компанией Space Systems/Loral, контракт с компанией был подписан в марте 2013 года. Электроснабжение обеспечивают два крыла солнечных батарей и аккумуляторные батареи. Ожидаемый срок службы — более 15 лет. Стартовая масса спутника составляет 6765 кг. Полезная нагрузка спутника представлена транспондерами Ka-диапазона.
Располагается на орбитальной позиции 97,1° западной долготы и дополнит мощности спутника Echostar 17 (Jupiter 1), который был запущен в 2012 году.
Изначально спутник планировалось запустить европейской ракетой-носителем «Ариан-5» в конце 2016 года, однако, в связи с высокой массой спутника, не было возможности подобрать подходящий ему в пару меньший спутник в необходимом временном промежутке. Поэтому, в августе 2015 года, был подписан контракт с компанией United Launch Alliance на запуск спутника ракетой-носителем «Атлас-5».
Запуск выполнен 18 декабря 2016 года в 19:13 UTC, ракетой-носителем «Атлас-5» модификации 431, со стартового комплекса SLC-41 на мысе Канаверал. Спутник успешно выведен на суперсинхронную геопереходную орбиту с параметрами 204 × 65 336 км, наклонение 25,44°.
10 января 2017 года спутник успешно достиг своего орбитального слота, проводится тестирование для введения его в эксплуатацию в конце первого квартала 2017.